# Sunius propinquus
Sunius propinquus – gatunek chrząszcza z rodziny kusakowatych i podrodziny żarlinków.
Gatunek ten został opisany w 1867 roku przez Charlesa Nicolasa François Brisouta jako Lithocharis propinquus.
Chrząszcz o ciele długości od 3,2 do 3,5 mm. Ubarwienie głowy i pokryw ma brunatnoczerwone, przedplecza koralowoczerwone, czułków, aparatu gębowego i odnóży rdzawożółte, zaś odwłoka brunatnoczarne z jaśniejszymi tylnymi brzegami tergitów. Powierzchnia głowy ma mikrorzeźbę widoczną wyraźnie przy powiększeniu 40-krotnym. Odwłok samca ma piąty sternit bez wycięcia i wgniecenia, a szósty sternit z tylną krawędzią szeroko, tępo, kątowato wyciętą.
Owad znany z Portugalii, Hiszpanii, Irlandii, Wielkiej Brytanii, Francji, Belgii, Holandii, Niemiec, Danii, Szwecji, Austrii, Włoch, Polski, Azorów, Madery, Wysp Kanaryjskich, kontynentalnej Afryki Północnej i krainy australijskiej. Bytuje pod gnijącymi liśćmi i w detryrusie, głównie w wilgotnych olsach.